# St. Kilian (Suhl)

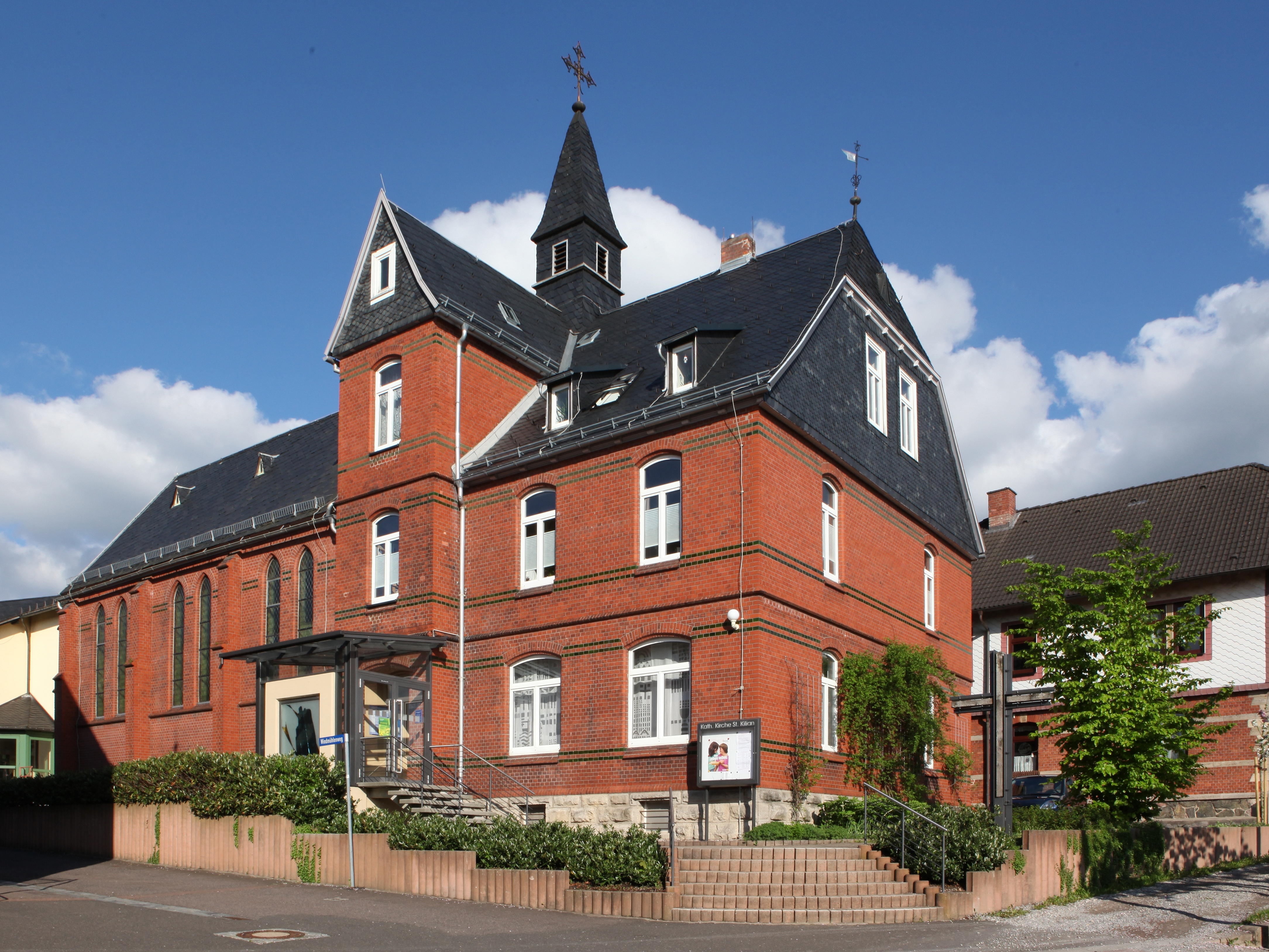
St.-Kilians-Kirche (links) mit Pfarrhaus

St. Kilian ist die römisch-katholische Kirche in Suhl, einer kreisfreien Stadt in Thüringen. Das denkmalgeschützte Gotteshaus trägt das Patrozinium des heiligen Kilian und ist eine Filialkirche der Pfarrei St. Marien Meiningen, im Dekanat Meiningen des Bistums Erfurt.

## Geschichte
Suhl, das damals zur Grafschaft Henneberg gehörte, wurde 1544 durch die Reformation protestantisch.
Im 19. Jahrhundert stieg die Zahl der Katholiken in Suhl im Zuge der Industrialisierung und des Anschlusses Suhls an das Eisenbahnnetz so stark an, dass es zur Gründung einer katholischen Gemeinde und zum Bau der St.-Kilian-Kirche kam, die am 20. November 1898 durch Propst Reidl aus Erfurt geweiht wurde. 1898 wurde auch die bisherige Vikarie Suhl zur Missionspfarrei erhoben, ihre Erhebung zur Pfarrei folgte erst 1964.
1973 wurde ein neuer Altar durch Weihbischof Hugo Aufderbeck konsekriert.
Im Januar 2021 wurde die Pfarrei St. Kilian in Suhl, zu der auch die Kapellen St. Josef in Oberhof, St. Mariä Himmelfahrt in Schleusingen und Christkönig in Zella-Mehlis gehörten, im Zuge einer Strukturreform des Bistums Erfurt aufgelöst und der Pfarrei St. Marien mit Sitz in Meiningen als Filialgemeinde angeschlossen.

## Architektur und Ausstattung
Die Kirche steht auf dem Grundstück Windmühlenweg 2 und bildet mit dem Pfarrhaus eine bauliche Einheit. Sie entstand im Baustil der Neugotik als Klinkerbau mit Strebepfeilern und wird von einem Dachreiter bekrönt.
Eine Flachdecke überspannt den Innenraum der Saalkirche, das Kirchengestühl lässt einen Mittelgang frei. Links und rechts vom Altarraum sind der Tabernakel und das Taufbecken sowie eine Marienstatue angeordnet. Unter der Orgelempore steht der Beichtstuhl, die Kreuzwegstationen hängen an den Seitenwänden.
Die drei Fenster im Altarraum stellen die Jakobsleiter dar, sie entwarf die Künstlerin Maren-Magdalena Sorger zum 100-jährigen Kirchweihjubiläum.

## Orgel
Die Orgel wurde 1941 von Hermann Eule Orgelbau Bautzen als Opus 231 für den Oberrathaussaal in Suhl erbaut. 1946 wurde sie in die Kirche St. Kilian durch Orgelbau Kühn umgesetzt und erweitert. 2008 erfolgte einer Teilrestaurierung durch Orgelbau Schönefeld. Das Instrument hat 15 Register inkl. zweier Transmissionen, verteilt auf zwei Manualen und Pedal. Register- und Tontraktur sind pneumatisch. Die Disposition lautet wie folgt:
| I Hauptwerk C–g3 |    |
| Rohrflöte        | 8′ |
| Violine          | 8′ |
| Prinzipal        | 4′ |
| Zartflöt         | 4′ |
| Blockflöte       | 2′ |
| Scharf III-IV    |    |

| II Oberwerk C–g3 |    |
| Quintadena       | 8′ |
| Spitzflöte       | 4′ |
| Prinzipal        | 2′ |
| Sifflet          | 1′ |
| Sesquialtera II  |    |

| Pedal C–f1     |     |
| Subbass        | 16′ |
| Rohrflöte      | 8′  |
| Prinzipal      | 4′  |
| Liebl. Posaune | 16′ |

- Koppeln:
  - Normalkoppeln:  I/P, II/P, II/I
  - Suboktavkoppeln:  II/I
- Spielhilfen: Handregister ab, freie Vorbereitung, Auslöser, Organo - Pleno